# Sugar Ray Marimón
Sugar Ray Marimón (né le 30 septembre 1988 à Carthagène des Indes, Bolívar, Colombie) est un lanceur droitier de baseball jouant en 2016 pour le club KT Wiz de l'Organisation coréenne de baseball (KBO) en Corée du Sud.
En 2015, il joue dans la Ligue majeure de baseball avec les Braves d'Atlanta.

## Carrière
Sugar Ray Marimón signe son premier contrat professionnel pour 25 000 dollars US avec les Royals de Kansas City et débute en 2007 sa carrière professionnelle en ligues mineures. Il est lanceur partant jusqu'en 2014 avec des clubs mineurs affiliés aux Royals.
Avant la saison 2015, il signe un contrat avec les Braves d'Atlanta. Il fait ses débuts dans le baseball majeur comme lanceur de relève pour Atlanta le 14 avril 2015 face aux Marlins de Miami. Il apparaît dans 16 matchs des Braves en 2015, accordant 21 points en 25 manches et deux tiers lancées, pour une moyenne de points mérités de 7,36.
Il part évoluer en Corée du Sud pour le KT Wiz de la KBO en 2016.